# Februaristormfloden 1825
Februaristormfloden 1825 (tyska: Februarflut 1825) eller Stora Halligstormfloden (tyska: Große Halligflut) var en svår stormflod som den 3–5 februari 1825 drabbade Nordsjökusten. Omkring 800 personer omkom i denna naturkatastrof. 
Särskilt den tyska och danska delen av Nordsjökusten drabbades svårt. Året innan hade häftiga stormar redan skadat många skyddsvallar. I det då fortfarande danska Nordfriesland drabbades bland annat ön Pellworm som blev helt översvämmad, liksom flera småöar utan skyddsvallar (halligar). I Ostfriesland drabbades framför allt staden Emden. Runt 200 personer drunknade i Ostfriesland. 
I Nederländerna betraktas februaristormfloden som 1800-talets största naturkatastrof. De flesta dödsfallen och de största skadorna inträffade i Groningen, Friesland och Overijssel. 
I Danmark bröt stormfloden igenom den 3 februari vid Agger Tange och skapade därmed  ett inlopp till Limfjorden.